# ツインテール (ウルトラ怪獣)
ツインテールは、特撮テレビドラマ『帰ってきたウルトラマン』をはじめとする「ウルトラシリーズ」に登場する架空の怪獣。別名は古代怪獣。

## 特徴
名前の由来は尻尾が2本あるため。
ブーツのように直角に曲がった体の爪先部分に顔があるフォルムが特徴で、劇中では顔の部分で弾んで移動している。通常は半分閉じた目をしているが、驚いた際には目を見開く。
『帰ってきたウルトラマン』の本放送当時の児童誌や怪獣図鑑などでは「生まれたばかりの肉はエビに似た味で美味」と紹介され、後年には円谷プロのエイプリルフール企画などでも取り上げられている。
デザインは池谷仙克。いかに着ぐるみを人間の体型から遠ざけるかをテーマにデザインされた。池谷は『帰ってきたウルトラマン』で手掛けた怪獣の中で気に入った1体に挙げている。グドンとはデザイン先行で別々にデザインされており、池谷は鞭が被ったのは計算外であったと述べており、同話に2体が出るとは思わなかったとしている。
同様のコンセプトでデザインされた円谷プロダクションの特撮テレビドラマ『ファイヤーマン』第8話に登場したクマゴラスについて、池谷は後年のインタビューで「やるべきではなかった」としている。

## 『帰ってきたウルトラマン』に登場するツインテール
『帰ってきたウルトラマン』第5話「二大怪獣東京を襲撃」、第6話「決戦! 怪獣対マット」に登場。
古代に生息していた怪獣。同時代に棲息していたグドンが天敵である。武器は鋭い牙での噛みつきと、名前の所以でもある上部についた2本の鞭状の尻尾。海老のようにしなやかに体が動き、前後に折り曲げることが可能。地中を全身のトゲで高速移動する。設定では尻尾の針から麻酔液（毒液）を注入するとされる。
新宿副都心のビル工事現場から出土した中生代・ジュラ紀に棲息していたアンモン貝の化石が付着していた卵から孵化して誕生し、同時期に出現したグドンと共闘してウルトラマンを撃退する。2回戦でもグドンと共闘してウルトラマンを翻弄するが、MATの作戦により両目を麻酔弾で潰されたことで誤ってグドンの尻尾に噛みつき、逆上したグドンに尾の付け根にある発光部を噛み潰された後、地面に叩きつけられて絶命する。
- スーツアクターはノンクレジット。きくち英一の著書では「森平」という苗字のみ記述されている[13][1]。
- 造型は高山良策[1]。前後逆に演者が入ることで身体を前にかがめたり、後ろに逸らすことでウルトラマンの突撃を躱すなどしている[5]。

## 『ウルトラマンメビウス』に登場するツインテール
『ウルトラマンメビウス』第6話「深海の二人」、第9話「復讐の鎧」に登場。
『帰ってきたウルトラマン』に登場したツインテールの別個体。ドキュメントMATにデータが記録されている。本来は水棲怪獣であったことが明かされ、陸上ではブーツ型に曲げていた身体をまっすぐに伸ばし、海中を素早く泳ぎ回る。
メビウスを誘き寄せるためにボガールによって十六島から南西20キロメートルの4500メートルの海底で卵から孵化させられ、高速突進戦法と尾の触手ムチでメビウスを追い詰めるが、GUYSの援護で尾の付け根にある発光体（三半規管）を潰され、メビュームシュートで倒される。海を活かしたその戦法を、テッペイは「海中でならグドンにも勝てたかもしれない」と分析している。
第9話では別個体がボガールに誘き出され、山間部でグドンと戦う。その際、陸上でも見かけによらない身軽な動きを見せ、グドンの体にのしかかって終始圧倒するが、最後はグドン共々ボガールに捕食される。
第21話では怪獣墓場を漂っている姿が描かれる。
第27話ではマケット怪獣化が検討されるが、得意の海中はGUYSオーシャンの管轄であること、陸上ではボガールに歯が立たずに捕食されたことから「エサ」扱いされ、結局は却下される。
- スーツアクター：永田朋裕
- スーツは第6話監督の髙野敏幸の要望で、首が曲がるように造形されている[18]。
- 第6話でメビウスが海底に埋まるシーンは脚本にはなかったが、動かしにくいツインテールのスーツでもメビウスのピンチを演出できるよう、追加された[18]。

## 『ウルトラギャラクシー大怪獣バトル』に登場するツインテール
『ウルトラギャラクシー大怪獣バトル』第6話「もう一人の怪獣使い」に登場。
ケイトの策略でZAPを抜けたレイに襲いかかる。リトラと戦い、火球とレイの銃を受けて倒れる。
- スーツアクター：相馬絢也

## 『大怪獣バトル ウルトラ銀河伝説 THE MOVIE』に登場するツインテール
映画『大怪獣バトル ウルトラ銀河伝説 THE MOVIE』に登場。
ウルトラマンベリアルのギガバトルナイザーの力で怪獣墓場から復活した怪獣軍団の1体。グドンや他の怪獣たちと共に初代ウルトラマンと戦うが投げ飛ばされ、キックで追い打ちされて絶命する。
また、百体怪獣ベリュドラの右腕を構成する怪獣の1体となっている。

## 『ウルトラファイトオーブ』に登場するツインテール
『ウルトラファイトオーブ 親子の力、おかりします!』に登場。
レイバトスの呪文により復活させられた個体が、キングジョー、グドン、バードン、ハイパーゼットン（イマーゴ）、ビクトルギエルと共に出現。他の5体と共にウルトラマンゼロとウルトラマンオーブに襲いかかり、オーブがレイバトスを追った後はゼロを追い詰めるが、ゾフィーとウルトラセブンとジャックがゼロの救援に現れ、グドンと共にジャックと戦う。2体がかりでもジャックには歯が立たず、グドンがスペシウム光線で倒された直後にウルトラランスで倒された。
- ジャックとの対決シーンは、『帰ってきたウルトラマン』の同シーンをオマージュしている[24]。

## 『ウルトラマンデッカー』に登場するツインテール
『ウルトラマンデッカー』第6話「地底怪獣現わる！現わる！」に登場。
複数体の存在が地底の巣に確認された古代怪獣。グドンとは天敵関係で、2本の触手で敵を捕らえるほか、地底を掘削する。
岩盤を砕いて複数の個体が出現するも、地上のナースデッセイ号 バトルモードから地中のパゴスに向けて放たれたネオマキシマナースキャノンの巻き添えを受け、爆散した。
- 第6話監督の辻本貴則は、ツインテールの登場を熱望した時点でスーツが現存していなかったため、エクスプラス製のソフビ人形[26]を操演してデジタル合成するという手法で登場させている[27]。

## ゲーム作品に登場するツインテール

### 『ヒーロー戦記 プロジェクト オリュンポス』
スーパーファミコン用ソフト『ヒーロー戦記 プロジェクト オリュンポス』に登場。
ストーリー上に関わりはないが、ゲームの世界におけるツインテールは食肉用の怪獣として扱われている。また、ハヤタは食す際には「十分に火を通していなければ食中毒を起こす」と発言し、実際に科学特捜隊の面々がバルタン星人の策略で完全に火が通っていないツインテールを食べて食中毒で倒れる。
敵キャラクターとして出現するツインテールはすぐ逃げるのが特徴。

### 『ウルトラマン Fighting Evolution3』
PS2用ソフト『ウルトラマンFighting Evolution3』に登場。
ウルトラモードの『二大怪獣東京を襲撃』に登場し、その他のモードでも使用が可能。『二大怪獣東京を襲撃』ではグドンと共闘するが、MATに両目を潰されて暴れだし、逆恨みしたグドンに倒される。その死体は、グドンとウルトラマンジャックの戦闘中に転がっている。ツインテールとは特に闘わなくても良い。

### 『大怪獣バトル ULTRA MONSTERS』
『大怪獣バトル ULTRA MONSTERS』第4話「赤き荒野にムチがうなる」に登場。
ブルトンによって荒野へ飛ばされた主人公たちの前に出現してグドンと戦っており、主人公たちはやり過ごそうとするも、バトルナイザーの声によって気付かれたためにグドンと共に襲いかかられ、バトルナイザーの怪獣で倒す。その直後には大群が現れ、これを見た主人公たちは即座に逃げ出す。
ステータスはスピードとパワーを重視しているが、ディフェンスが一番低い。必殺技は尻尾を使った「テールスマッシュ」、「テールラッシュ」と、ジャンプしてからの体当たり攻撃「ジャンプアタック」がある。NEO第1弾ではグドンと組むことでタッグ必殺技「スリングスマッシュ」を発動可能になっており、NEO第6弾では体を丸めて敵に体当たりする新技「ローリングタックル」が追加された。

### 『PDウルトラマンバトルコレクション64』
NINTENDO 64用ソフト『PDウルトラマンバトルコレクション64』に登場。通常のツインテールとは別にオリジナルキャラクターの再生ツインテールも登場するが、特に個体差はない。他の登場キャラクターよりも比較的多くの技のバリエーションを持ち、そのうちの「タワースルー」は東京タワーを尻尾で投げ飛ばして敵にぶつける荒業である。

## その他の作品に登場するツインテール
- 『ウルトラセブン 太陽エネルギー作戦』では、ウルトラ警備隊の過去のデータファイルとしてモニターに映るシーンがある。
- 『ウルトラゾーン』第9話のアイキャッチでは、サラリーマンにマッサージチェア代わりに座られている様子が描かれている[29]。また第2話の「怪獣ことわざ」では「ほね折りグドンのくたびれもうけ」のイラストにグドンから逃げるツインテールの姿が描かれている[30]。第7話のミニコーナー「怪獣English」ではツインテールの自己紹介が例文となっている[31]。
- 『スパークドールズ劇場』では、ネット版第4回にスパークドールズの状態で登場。ツインテールを捕食対象とするグドン（SD）からは「ゲストというか食糧」と言われただけでなく、エビの味がすることをネタにされてレギュラー陣全員から食べられそうになり、怯えて逃げ出した。
- 漫画『かがやけ ウルトラの星』では、怪獣軍団の一員として登場。巨大ヤプールに率いられて四国地方に出現し、ウルトラマンAと戦う。後に他の怪獣と合流してウルトラ兄弟と戦う。
- 『ウルトラ怪獣擬人化計画feat.POP』で擬人化される。ドラマCD『ウルトラ怪女子』に登場。声優は八木あずさ。
- 『ウルトラ怪獣擬人化計画』で擬人化される。
- 『PeepingLife×怪獣酒場 かいじゅうたちがいるところ』では、釣り堀が登場。調理には資格が必要らしい。
- 漫画『ウルトラジャーニー ツインテール少女とツインテールな僕』では、主人公の人間・双舞ひなたと海老原太陽が魔女パルゴに変身させられた姿として擬人化される[32]。

### 過去の映像を流用しての登場
ウルトラマンタロウ
第40話における回想シーンの35大怪獣・宇宙人の1体として登場。
ウルトラマン物語
劇中ではナレーションで「不気味な姿」と言われている。ジャックと戦うが、その後は乱入してきたグドンに倒される。
新世紀ウルトラマン伝説
グドンと共にジャックを襲うが、ボクとパパの放った弾丸で倒される。

### その他の補足
- 『ウルトラマン物語』に登場するグランドキングの尾はツインテールのものだと言われており、劇場パンフレットや『週刊 ウルトラマンオフィシャルデータファイル』[要文献特定詳細情報]にも記載されている。
- 『大決戦!超ウルトラ8兄弟』以前に企画されていた『ウルトラマンメビウス&ウルトラ兄弟』の続編作品では、日本各地に現れた怪獣軍団の1体として出現し、ジャックに倒された後にヤプール人の力によってタイラントや他の怪獣軍団と合体し、グランドタイラントと化すシナリオが予定されていた。[要出典]
- 『めちゃ×2イケてるッ!』の『大怪獣バトル ウルトラ銀河伝説 THE MOVIE』出演オーディションでは、あまり映らなかったがダンスをしている。また、拍手シーンでは逆立っている尻尾の触手で拍手していた。ズルがバレた後、レッドキングに制裁されそうになる。
- 「ウルトラ怪獣擬人化計画」として、『電撃G's magazine』2014年1月号（第2回）に怪獣姿を意識した露出度が高い桃色の服と長靴姿で、髪をツインテールにしたツインテールちゃんが子犬のグドン（イラスト：藤真拓哉）と共に掲載された。